# Ленокс
Ленокс (англ. Lenox) — місто (англ. town) в США, в окрузі Беркшир штату Массачусетс. Населення — 5095 осіб (2020).
Засновано було 1750 року. У Леноксі є садиба Тенглвуд, літній будинок Бостонського симфонічного оркестру. До Леноксу відносяться села Нью-Ленокс і Леноксдейл.

## Демографія
Згідно з переписом 2010 року, у місті мешкало 5025 осіб у 2283 домогосподарствах у складі 1235 родин. Було 3044 помешкання
Расовий склад населення:
| - 94,8 % — білих - 1,4 % — азіатів - 1,2 % — чорних або афроамериканців - 0,1 % — корінних американців |

До двох чи більше рас належало 1,5 %. Частка іспаномовних становила 2,7 % від усіх жителів.
За віковим діапазоном населення розподілялося таким чином: 18,9 % — особи молодші 18 років, 52,7 % — особи у віці 18—64 років, 28,4 % — особи у віці 65 років та старші. Медіана віку мешканця становила 51,6 року. На 100 осіб жіночої статі у місті припадало 82,5 чоловіків; на 100 жінок у віці від 18 років та старших — 77,1 чоловіків також старших 18 років.
Середній дохід на одне домашнє господарство становив 101 867 доларів США (медіана — 68 492), а середній дохід на одну сім'ю — 139 682 долари (медіана — 116 629). Медіана доходів становила 72 384 долари для чоловіків та 55 156 доларів для жінок. За межею бідності перебувало 3,8 % осіб, у тому числі 1,5 % дітей у віці до 18 років та 3,8 % осіб у віці 65 років та старших.
Цивільне працевлаштоване населення становило 2289 осіб. Основні галузі зайнятості: освіта, охорона здоров'я та соціальна допомога — 24,5 %, науковці, спеціалісти, менеджери — 13,6 %, роздрібна торгівля — 13,3 %.